# جرذ الأرز المراوغ
جرذ الأرز المراوغ (الاسم العلمي: Oryzomys devius) (بالإنجليزية: Talamancan Oryzomys)‏ هو نوع من الحيوانات يتبع جنس جرذ الأرز من الفصيلة القدادية.